# Квинтавалле, Джулия
Джулия Квинтавалле (итал. Giulia Quintavalle; род. 6 марта 1983, Ливорно, Тоскана) — итальянская дзюдоистка, олимпийская чемпионка Олимпийских игр 2008 года в Пекине. Четырёхкратная чемпионка Италии. Выступает в весовой категории до 57 кг.

## Биография
До выступления на Олимпиаде-2008 высоких результатов не показывала, в 2005 и 2008 годах занимала 5-е место на чемпионате Европы, в 2007 году была 5-й на чемпионате мира.
Квинтавалле — первая и пока единственная итальянская дзюдоистка, побеждавшая на Олимпийских играх. Среди мужчин олимпийскими чемпионами становились итальянцы Эцио Гамба (Москва-1980) и Джузеппе Маддалони (Сидней-2000).

## Выступления на Олимпиадах
| Олимпмада   | Дисциплмна              | Место   |
| ----------- | ----------------------- | ------- |
| Пекин 2008  | дзюдо, женщины до 57 кг | 1 место |
| Лондон 2012 | дзюдо, женщины до 57 кг | 5 место |

## Государственные награды
- Командор ордена «За заслуги перед Итальянской Республикой» — 5 сентября 2008 года